# Niebüll
Niebüll (frisó septentrional mooring Naibel, danès Nibøl) és una ciutat del districte de Nordfriesland, dins l'Amt Südtondern, a l'estat alemany de Slesvig-Holstein. El 2023 tenia 10.159 habitants.
Des de Niebüll surt el «Syltshuttle», un tren de cotxes cap a l'Illa de Sylt, que és la única connexió amb el continent. Aquesta connexió es va crear el 1927 després de la construcció del «Hindenburgdamm» (‘presa de Hindenburg’). Aquesta connexió també serveix molts treballadors que per la gentrificació de Sylt, es veuen obligats a cercar un habitatge assequible a la terra ferma. El problema s'ha desplaçat cap a Niebüll on la pujada dels lloguers es va cada dia més difícl per treballadors a trobar un habitatge.
A més del centre, té els nuclis de Deezbüll, Lantstoft, Uhlebüll i Gath.

## Història
El primer esment escrit data de 1436. La construcció de la línia de ferrocarril cap a Altona (Hamburg) va donar un primer impuls de creixement. Tot i això, va romandre un poble rural fins que després de la Primera Guerra Mundial, es va traçar la nova frontera entre Dinamarc i Alemanya i que l'antic districte de Tønder (avui a Dinamarca) va ser tallat en dues parts i que l'administració del districte es va desplaçar cap a Niebüll. El 1950 va incorporar el municipi de Deezbüll. El 1960 va rebre els drets de ciutat. Quan el 1970 es va crear el districte de Nordfriesland, va perdre l'estatut de capital de districte.
És un de mants municipis o llogarets del nord de Slesvig-Holstein amb el sufix -büll en el nom, que és d'origen danès -bøl i que significa ‘casa, habitatge’, la primera part en aquest cas significa ‘nou’. Solen ser assentaments nous que al segle x és van crear a partir d'un poble veí més antic.

## Agermanaments
- Płoty
- Malmesbury

## Galeria d'imatges

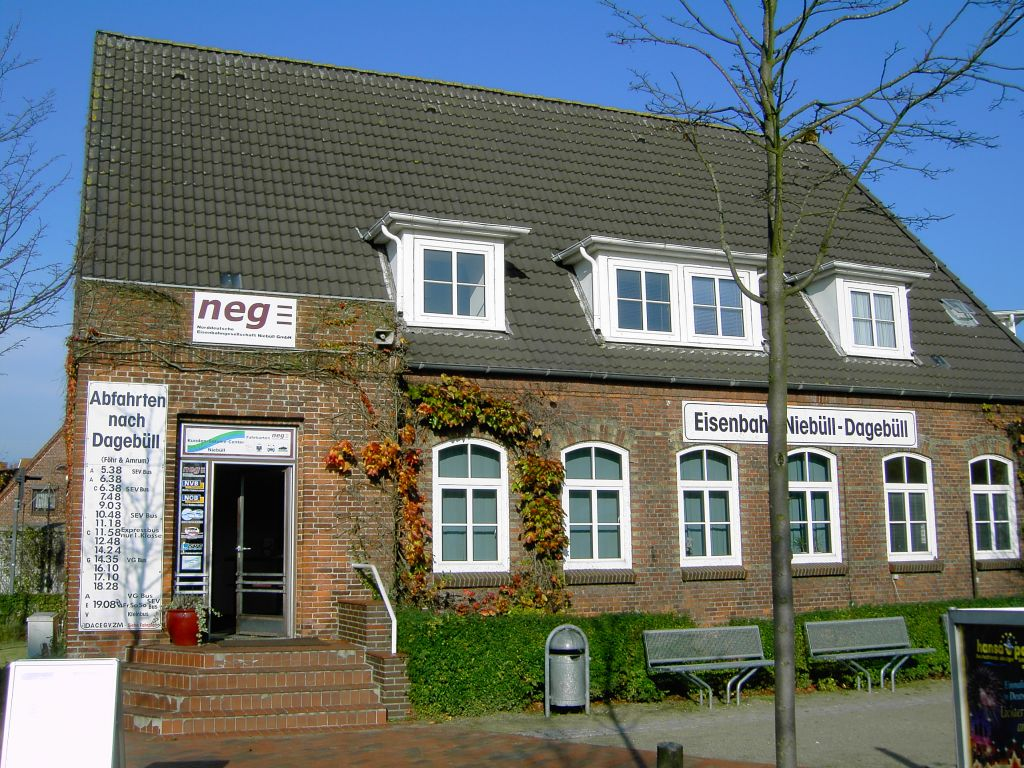
Estació
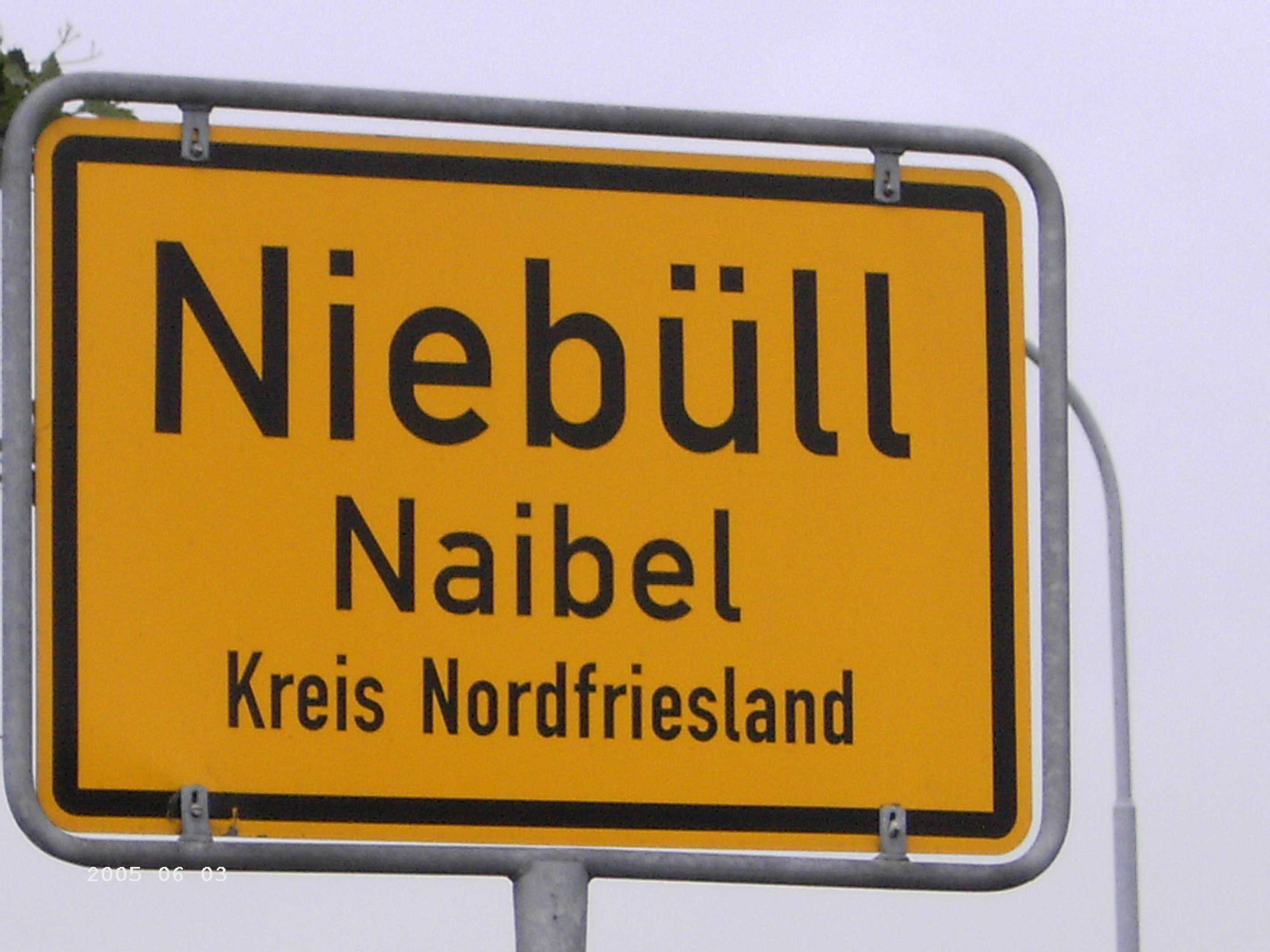
Cartell bilingüe